# Marok Gandu
Marok Gandu (Marock Gandu sau Marok Gandu din Magata) (18?? - 1902) a fost un luptător de origine atyap împotriva sclaviei în Africa Occidentală, care a murit pentru a-și apăra țara.

## Date biografice
Gandu provenea din Magata, un sat important al sub-clanului Jei din clanul Agbaat, principalul clan miliar al atyap. Gandu era descris drept cel mai impunător lider atyap al mișcării anti-sclavagism. În 1902, a fost capturat de trupele hausa, conduse de regele independent din Zazzau (Zaria), Muhammad Kwassau, în timpul unuia dintre atacurile asupra atyap, care se derulau încă din 1897. Aceste atacuri au cauzat moartea a peste 1000 de oameni atyap.
Potrivit lui Kazah-Toure în Achi et al. (2019), până în anii 1940, în toată zona ocupată de atyap, în timpul sărbătorilor și ceremoniilor, se cânta un imn dedicat lui Gandu, despre eroismul și sfârșitul lui tragic, cântec ce nu a fost compus în Tyap, ci în limba hausa.

## Legenda lui Gandu

### Versiunea lui Kazah-Toure
În 1902, a avut loc o ambuscadă condusă de hausa și, deși atyap s-au luptat cu ei, Gandu a fost capturat. A fost torturat și tras în țeapă în pădurea Santswan din ținutul Atyap. Liderul hausa. Kwassau, a folosit tortura și asupra altor prizonieri pentru a-i speria pe ceilalți luptători atyap.

### Versiunea lui Ninyio
Ninyio (2008) pornește de la o relatare orală și descrie, de asemenea, capturarea, umilirea, tortura și uciderea lui Gabdu prin tragere în țeapă. Execuția lui brutală a slăbit semnificativ rezinstența atyap împotriva forțelor coloniale britanice.

### Versiunile lui Dauke
Dauke (2004:39-49) a prezentat două versiuni. În prima versiune, el descrie ultima bătălie dintre Zazzau și Atyap, în același an 1902 când exploratorul britanic, Sir Frederick Lugard, a ajuns în Zaria. Emirul din Zaria, Muhammadu Kwassau (1897-1902) era hotărât să învingă orice rezistență atyap prin teroare și brutalitate. El a făcut un pact cu tribul Chawai, să nu le acorde niciun sprijin oamenilor atyap împotriva lui. Prin urmare, atyp au aplicat strategii de guerillă pentru a lupta cu Kwasau, iar unul dintre liderii acestei rezitențe atyap a fost Marok Gandu, din sub-clanul Jei al clanului Agbaad. Marok a luptat eroic, dar atyap au fost depășiți numeric de hausa și el a fost capturat, torturat și executat. În ținutul Atyap a existat un cântec (gugwa) despre faptele lui eroice.
A doua versiune nu este foarte răspândită, iar sursele ei sunt neclare. Potrivit acestei versiuni, Gandu nu a avut nicio legătură cu războiul lui Kwasau, ci a fost un hoț pedepsit prin execuție publică pentru a fi exemplu pentru ceilalți. Pentru că a furat de la hausa, atyap l-au îndrăgit pe Gandu, deoarece hausa erau cei care îi asupreau. Dauke a făcut cercetări asupra acestei versiuni și a descoperit că în Zangon Kataf singura execuție publică a avut loc între 1925 și 1930, când doi bărbați din tribul Asholyio (Marwa) au fost executați pentru că furaseră un cal de la un negustor hausa în semn de protest față de dominația hausa. Aceasta se petrecea în vremea când atyap erau vânați ca sclavi de conducătorii din Zazzau (Zaria). Execuția lui Gandu a fost astfel corelată cu războiul cu Zazzau, după care Kwasau, considerându-se victorios împotriva atyap, s-a întors în Zaria, însă aici a fost întâmpinat de lordul Lugard, care l-a exilat în Lokoja pentru cruzimea lui.

### Alte versiuni
Yohanna (2004) și Akau (2014) au menționat execuția lui Gandu, dar cu o dată diferită de cea din celelalte versiuni.